# 24-es busz (Szombathely)
A szombathelyi 24-es jelzésű autóbusz a Minerva lakópark és az Oladi városrész, autóbusz-váróterem megállóhelyek között közlekedett 2022. augusztus 1-től 2025. február 1-ig. A vonalat a Blaguss Agora üzemeltette. A buszokra csak az első ajtón lehet felszállni.

## Története
2022. augusztus 1-től a lakossági igényekre reagálva indult el a járat, egyelőre tesztjelleggel. 2025. február 1-től az újraszervezett 22-es járat váltotta fel..

## Közlekedése
Kizárólag munkanapokon közlekedett, 3-3 alkalommal.

## Útvonala
| Oladi városrész, autóbusz-váróterem felé | Minerva lakópark felé |
| --- | --- |
| Minerva lakópark - Demeter utca - Szervizút - 11-es Huszár út - Alsóőr utca - Írottkő utca - Maros utca - Szófia utca - Szent Imre herceg útja - Paragvári utca - Szűrcsapó utca - Rohonci út - Bem József utca - Váci Mihály utca - Kodály Zoltán utca - Kassák Lajos utca - Faludi Ferenc utca - Oladi városrész, autóbusz-váróterem | Oladi városrész, autóbusz-váróterem - Faludi Ferenc utca - Gazdag Erzsi utca - Kassák Lajos utca - Faludi Ferenc utca - Kodály Zoltán utca - Váci Mihály utca - Bem József utca - Rohonci út - Szűrcsapó utca - Paragvári utca - Szent Imre herceg útja - Szófia utca - Maros utca - Írottkő utca - Alsóőr utca - 11-es Huszár út - Minerva utca - Demeter utca - Minerva lakópark |

## Megállói
| 0  | Minerva lakópark                                                                  | 18 | 5, 6, 30Y                                                     | METRO Áruház, LIDL, ALDI                                                                                         |
| 1  | METRO                                                                             | ∫  | 5, 6, 30Y                                                     | METRO Áruház, LIDL, ALDI                                                                                         |
| 3  | Stromfeld lakótelep                                                               | 15 | 5, 30Y                                                        | Ciao Amico Pizzéria, Ciao Amico Hotel                                                                            |
| 4  | Magyar Tenger Vendéglő                                                            | ∫  | 5, 30Y                                                        | Magyar Tenger Vendéglő                                                                                           |
| 5  | 11-es Huszár út 141.                                                              | 14 | 5, 30Y                                                        | Tüdőkórház, Elmegyógyintézet                                                                                     |
| 6  | Lipp Vilmos utca                                                                  | 12 |                                                               | Aréna Savaria |
| 8  | Szófia utca                                                                       | ∫  | 12, 21                                                        | Gothard Jenő Általános Iskola, Benczúr Gyula utcai Óvoda                                                         |
| 10 | Művészeti Gimnázium (Szűrcsapó utca) (↓) Művészeti Gimnázium (Paragvári utca) (↑) | 9  | 2A, 2C, 4H, 5, 5H, 9, 10H, 12, 20A, 20C, 21, 22, 25, 29A, 29C | Művészeti Gimnázium                                                                                              |
| 11 | Derkovits Gyula Általános Iskola                                                  | 8  | 4H, 5, 5H, 9, 10H, 12, 21, 29A, 29C                           | Derkovits Gyula Általános Iskola                                                                                 |
| 12 | Derkovits bevásárlóközpont                                                        | 7  | 4H, 5, 5H, 9, 10H, 12, 21, 29A, 29C                           | Derkovits Bevásárlóközpont, Órásház, Bolyai János Gyakorló Általános Iskola és Gimnázium                         |
| 14 | Perint híd                                                                        | 5  | 2A, 2C, 5, 9, 20A, 20C, 22, 30Y                               | Sportliget |
| 15 | Bem József utca                                                                   | 4  | 2A, 2C, 20A, 20C, 22, 30Y                                     | |
| 16 | Oladi iskolák                                                                     | 3  | 4H, 5, 5H, 9, 10H, 25, 30Y                                    | Oladi Művelődési és Oktatási Központ, Simon István utcai Általános Iskola, Teleki Blanka Szakközép és Szakiskola |
| 17 | Nagy László utca                                                                  | 2  | 4H, 5, 5H, 9, 10H, 25, 30Y                                    | Batthyány-Strattmann László és Fatimai Szűz Mária templom                                                        |
| 18 | TESCO Szupermarket                                                                | 1  | 4H, 5, 5H, 9, 10H, 30Y                                        | TESCO Szupermarket, PENNY MARKET                                                                                 |
| 19 | Oladi városrész, autóbusz-váróterem                                               | 0  | 4H, 5H, 10H, 30Y                                              | |